# Hereford marha

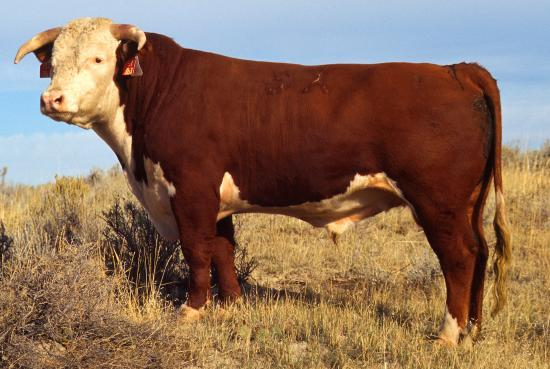
Szarvval rendelkező bika

A Hereford marha, mint ahogy neve is mutatja, az Egyesült Királyságbeli Herefordshire grófságban kitenyésztett húsfajta szarvasmarha. Az európai szarvasmarhák csoportjába tartozik.

## Története és megjelenése
A 18. századig a Herefordshire grófság szarvasmarhái épp úgy néztek ki, mint Dél-Anglia többi részén a szarvasmarhák; majdnem teljesen vörösek voltak egy kis fehér foltozással. Hasonló állatok: az észak-devoni marha és a sussexi marha. A 18. század alatt és a 19. század elején egy újfajta igavonó- és húsfajtát akartak kitenyészteni. Ehhez a rövidszarvú marhát használták fel. Először a különböző csordák példányai különböző színűek voltak: a sárgától a szürkéig és a világos barnáig, mindegyikben fehér foltozással. Azonban a 18. század végéig mindegyik állatnak fehér volt a homloka, illetve a pofája; a 19. században a ma is látható vöröses testszíne is létrejött.
Ezt a marhafajtát manapság is lehet látni a Herefordshire grófság legelőin. A kiállításokon, vásárokon is sikert arat. Az Amerikai Egyesült Államokba először 1816-ban Henry Clay politikus vitte be. Nagyobb betelepítés az USA-ba az 1840-es években történt meg. Manapság több mint 50 országban több mint 5 millió hereford marha található meg. Anglián kívül a következő országokban és régiókban található meg nagyobb számban: Amerikai Egyesült Államok, Kanada, Mexikó, Dél-Amerika (főleg Argentína és Uruguay), Ausztrálázsia, Oroszország és Új-Zéland.
Az Egyesült Királyságban alapított World Hereford Council, 27 országban 28 szervezetet foglal magába. Ez a szövetség a Hereford marha fajtatisztaságáról és fennmaradásáról gondoskodik.

### A szarv nélküli és a hagyományos Hereford marha

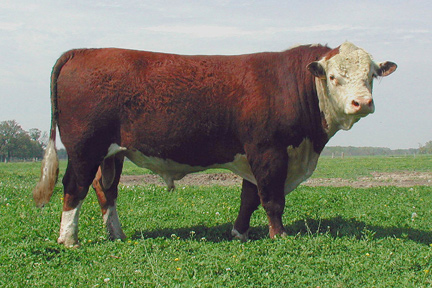
Szarv nélküli bika

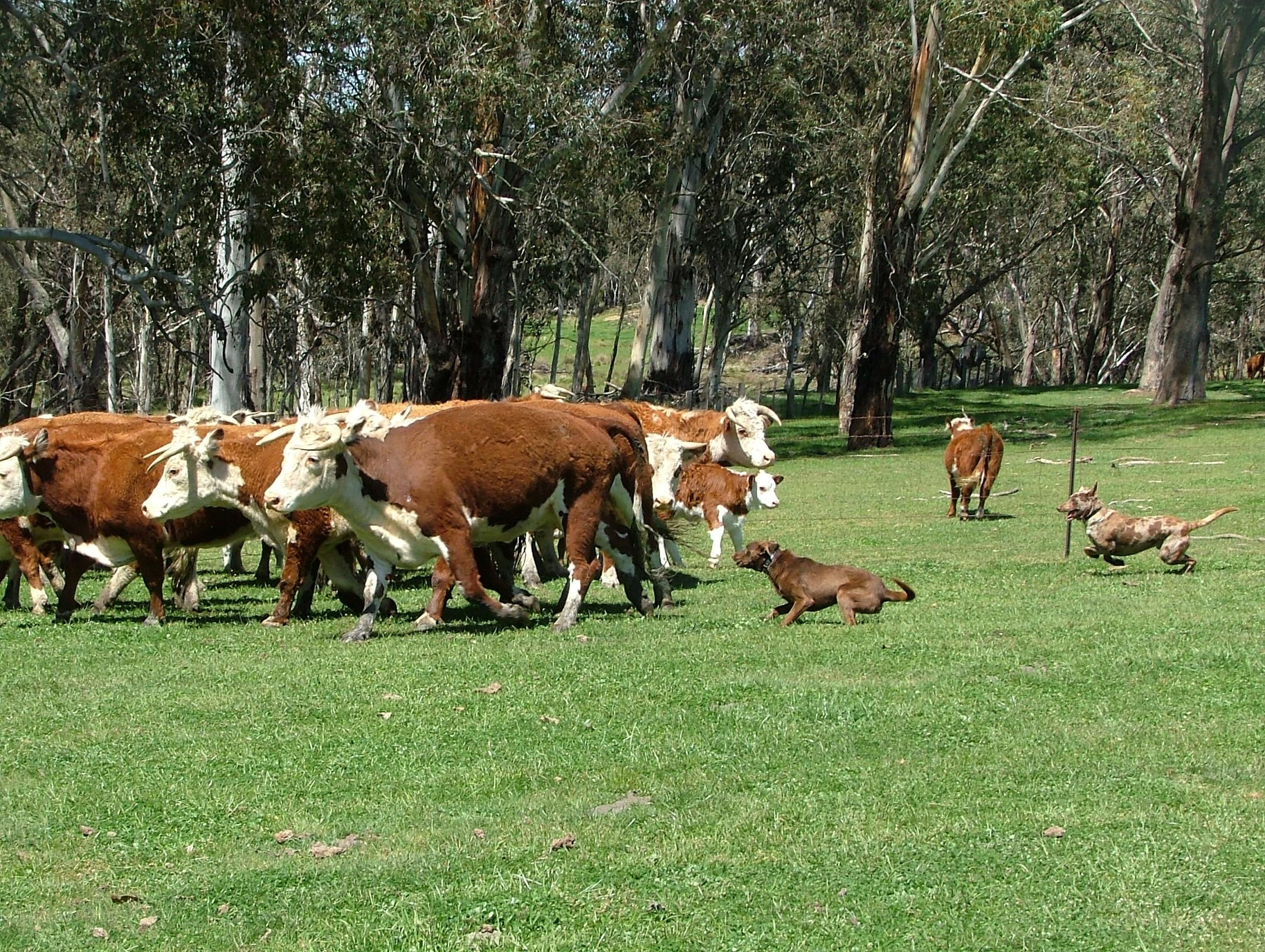
Kutyákkal való terelés

1889-ben a tenyésztőknek sikerült megalkotni a szarv nélküli Hereford marhát. A hagyományos Hereford marha manapság kisebbségbe szorult, mivel a legtöbb példányt a megfelelő élőhelynek megfelelően keresztezik más fajtákkal. A mérsékelt övben érzi jól magát ez a szívós angliai szarvasmarha.

## Fordítás
- Ez a szócikk részben vagy egészben  a   Hereford (cattle) című angol Wikipédia-szócikk ezen változatának fordításán alapul.  Az eredeti cikk szerkesztőit annak laptörténete sorolja fel. Ez a jelzés csupán a megfogalmazás eredetét és a szerzői jogokat jelzi, nem szolgál a cikkben szereplő információk forrásmegjelöléseként.